# جیمی مکینس
جیمی مکینس (انگلیسی: Jimmy McInnes; ۱۵ فوریهٔ ۱۹۱۲ – ۵ مهٔ ۱۹۶۵) بازیکن فوتبال، و سرمربی (فوتبال) اهل بریتانیا بود.
از باشگاه‌هایی که در آن بازی کرده‌است می‌توان به باشگاه فوتبال لیورپول اشاره کرد.